# Злочин у Кривој Реци
Злочин у Кривој Реци је ратни злочин који су 12. и 13. октобра 1942. године починили припадници 7. СС добровољачке брдске дивизије Принц Еуген и бугарских окупационих снага над српским становништвом у селу Крива Река.
У сеоској цркви Светих Петра и Павла, запаљено је преко 70 мештана Криве Реке, а укупно је страдало између 300 и 320 људи. Међу жртвама је било и становника околних села, који су се нашли у Кривој Реци бежећи пред немачким снагама.

## Позадина
Расински корпус Југословенске војске у Отаџбини под командом војводе пуковника Драгутина Кесеровића је на простору Копаоника, Гоча и Јастрепца успешно створио слободну територију на којој се налазило око 1.500 наоружаних припадника ЈВуО. Немачки извештаји су указивали да тај број представља само оне који се ефективно налазе под оружјем, али да се у кратком року може мобилисати и до 10.000 људи, што је било нарочито опасно за снабдевање њихових снага, јер би таква оружана сила могла потпуно угрозити све саобраћајне везе и канале комуникације у том простору и потпуно одсећи рудник Трепча у близини Косовске Митровице, чије су руде (олово и цинк) експлоатисане за потребе немачке војне индустрије.
Уочи операције Копаоник, чији је главни циљ био уништење Расинског корпуса, на територију окупиране Србије је почетком октобра 1942. године, дошао рајхсфирер Хајнрих Химлер, заповедник СС-а и Гестапоа. Он је својим подређеним командантима у Србији саопштио да основа сваког успеха Трећег рајха у источној Европи, лежи у уништењу снага генерала Драгољуба Драже Михаиловића. Такође, Химлер је пред почетак операције извршио смотру припадника дивизије Принц Еуген. Генерал Паул Бадер, војни командант Србије, припремио је списак са именима 24 висока заповедника ЈВуО које је требало заробити.
Са припремама за операцију почело се 30. септембра. За потребе уништења Кесеровићевих снага, на терен око Копаоника је 5. октобра 1942. године упућена 7. СС добровољачка брдска дивизија Принц Еуген, специјална антигерилска формација састављена од дунавских Шваба, односно Немаца из Баната и Бачке. На њеном челу се налазио SS-Obergruppenführer и генерал Вафен-СС-а Артур Флепс, некадашњи аустроугарски и румунски официр. Дивизија је тада бројала око 20.000 војника. Придружене су им и снаге 36. пешадијског бугарског пука са око 1.000 војника на челу са Петром Паневом и око 300 припадника Руског заштитног корпуса.

## Напад на Криву Реку
У селу Крива Река код Бруса, на падинама Копаоника, налазио се штаб Расинског корпуса. Око 2.800 припадника 7. СС добровољачке брдске дивизије Принц Еуген је почело да опкољава село 11. октобра 1942. године. Пошто наредног дана у селу нису затекли нити једног официра или војника ЈВуО, отпочели су са претраживањем терена, како самог села, тако и атара, убијајући сваког цивила на којег би наишли. Убрзо су почели и са паљењем кућа у селу.
Током дана 12. октобра 1942. године, немачки и бугарски војници су под принудом натерали преко 70 мештана да уђу у сеоску цркву Светих Петра и Павла из 1618. године. Потом су у њу унели десетине лешева већ изгинулих и тешко рањених цивила из околине, а онда су цркву полили бензином и запалили. На крају, цркву су и минирали.
У сеоској школи су Јанко Цветковић и Момчило Трифуновић, обојица из Криве Реке, везани за ражањ и живи испечени.
Крвави пир је настављен и 13. октобра. Сви чланови сеоских породица Јанковић, Никитић, Лазаревић и Ђурић су побијени.
Окружни судија Радомир Марковић из Крушевца је већ 14. октобра 1942. године сачинио извештај о злочину и проследио га Влади народног спаса генерала Милана Недића.

## Суђење
Војни суд Треће југословенске армије су од децембра 1945. до фебруара 1946. године, организовао суђење у Београду заробљеним командантима 7. СС добровољачке брдске дивизије Принц Еуген. Њима је суђено и због злочина у Кривој Реци.
Иако је кривица требало да буде сваљена на капетана Казерера, осуђен је и Аугуст Шмитхубер, последњи командант 7. СС добровољачке брдске дивизије Принц Еуген на смрт вешањем. Обешен је 19. фебруара 1946. године у Београду.

## Жртве
Најмлађа жртва је била стара свега месец дана, а најстарија је имала 80 година:
- Милан, стар 6 година, бачен у ватру
- Дамјан, стар 6 година, бачен у ватру
- Вера Трифуновић, стара 1 месец
- Вера Никитић, стара 5 месеци
- Миланка Милинчић, стара 1 година
- Јордан Јанковић, стар 4 године
- дечак Јанковић, стар 4 године
- ћерка Борке Симић, стара 1 годину
- Михаило Николић, стар 5 година
- Сава Николић, стар 6 година
- Радосав Симић, стар 6 година
- Миша Новчић, стар 10 година
- дечак Јанковић, стар 10 година
- девојчица Јанковић, стара 12 година
- Станко Николић, стар 12 година
- Борисав Николић, стар 12 година
- Милић Новчић, стар 13 година
- Мира Николић, стара 13 година
- Вујица Новчић, стар 13 година
- Момчило Новчић, стар 14 година
- Љуба Новчић, стара 15 година
- Ракина Трифуновић, стара 15 година
- Јаблан Мишковић, стар 80 година
- Теофан Никитић, стар 72 године
- Ајкуна Николић, стара 70 година
- Радосав Николић, стар 67 година
- Светозар Рилак, стар 60 година
- Добросав Новчић, стар 60 година
- Вујадин Николић, стар 60 година
- Исидорка Милинчић, стара 56 година
- Дамјан Новчић, стар 55 година
- Ранка
- Миловоје
- Јанко Цветковић, испечен на ражњу у школи
- Момчило Трифуновић, испечен на ражњу у школи

## Сведочења преживелих
Радунка Николић је 12. октобра 1942. године, била испрошена за Милована Милинчића, када су у двориште њене породице ушли окупаторски војници и почели да убијају госте:
Наоружани, са псима који су бесно лајали, улетели су у двориште и кућу као крволочне звери… Пуцали су у нас, у госте, око 40 нас је било. Пала сам међу првима, преко мене је пало неколико страдалих и то ме је сачувало. Била сам тешко рањена. После свега, када је све прошло, нисам могла да спасем руку. Одсекли су је…— Радунка Николић
Ратомир Николић је за време злочина био стар свега шест месеци.
Имао сам шест месеци када сам преживео стрељање, заштитило ме је мајчино тело. Нашли су ме два дана касније - каже за "Новости" Николић. - У цркви, коју су злочинци запалили, изгорео је мој деда Вујадин. У селу су од мојих страдали и стричеви Благоје и Борисав, тетке Нада и Јерина. Сви су били млади. Злочинци су попалили куће по селу, стоку су отерали… Оставили су само пустош.— Ратомир Николић
Тијана Новчић је имала мање од две године током масакра у којој су убијени њена мајка и три тетке. Сама је тешко рањена у раме и остала затрпана испод лешева рођака. Пронашла ју је баба након неколико дана, а отац Ранислав је потом одвео на превијање у Крушевац. Због закаснеле медицинске помоћи, до краја живота је осећала спорадичне болове.

## Судбине других учесника
Командант 7. СС добровољачке брдске дивизије Принц Еуген генерал Артур Флепс који је наредио операцију Копаоник и стајао иза злочина, случајно је заробљен од Црвеноармејаца, 21. септембра 1944. године код Арада. Док су га саслушавали, уследио је немачки противнапад, тако да су га на брзину стрељали, ни не схватајући колико је значајан човек кога су заробили.
Пуковник Драгутин Кесеровић, командант Расинског корпуса, чије је хапшење представљало циљ операције Копаоник, заробљен је од партизана на обали Дрине код села Јагоштица 1945. године. Спроведен је у Београд. Комунистичке власти су му судиле на Правном факултету Универзитета у Београду, због наводне сарадње са немачким окупатором. Осуђен је на смртну казну и стрељан је 17. августа 1945. године на непознатој локацији. Место његовог почивања је остало непознато.
Пуковник Чедомир Поповић, најближи сарадник Кесеровића, који је такође требало да буде заробљен у Кривој Реци, заробљен је 1947. године код Јошаничке Бање од стране КНОЈ-а и потом стрељан.

## Сећање на злочин
Историчари данас сматрају 7. СС добровољачку брдску дивизију Принц Еуген за најозлоглашенију немачку војну формацију у Другом светском рату.
Добрица Ћосић је у свом роману "Деобе", за који је добио НИН-ову награду 1961. године, мотив спаљивања мештана у сеоској цркви описао према догађајима из Криве Реке.
Споменик невиним жртвама из Криве Реке, подигнут је тек 12. октобра 2011. године.
Удружење грађана за заштиту природе и неговање Српског наслеђа "Рајко од Расине" од 2017. године организује "Бруски марш", меморијалну манифестацију у којој се организује шетња од центра Бруса до Криве Реке, где се одаје почаст жртвама.
Хроничар Горан Минић је 2017. године објавио књигу "Казивања о Кривој Реци копаоничкој", у којој је објавио сведочења преживелих.
Редитељ Горан Ерчевић је снимио филм "Плач празне колевке". У филму је говорило осморо преживелих.